# Neomochtherus rothkirchii
Neomochtherus rothkirchii là một loài ruồi trong họ Asilidae. Neomochtherus rothkirchii được Speiser miêu tả năm 1913. Loài này phân bố ở vùng nhiệt đới châu Phi.